# Noa Lang
Noa Noëll Lang (Capelle aan den IJssel, 17 giugno 1999) è un calciatore olandese, centrocampista o attaccante del Napoli e della nazionale olandese.
In carriera ha vinto tre campionati olandesi: uno con l'Ajax (2018-2019) e due con il PSV (2023-2024, 2024-2025); con i Lancieri ha poi vinto una Coppa dei Paesi Bassi (2018-2019) e una Supercoppa olandese (2019), riconquistando quest'ultimo trofeo anche con il club di Eindhoven (2023). Ha inoltre vestito la maglia del Club Bruges, con cui ha vinto due campionati belgi (2020-2021, 2021-2022) e due Supercoppe del Belgio (2021, 2022).

## Biografia
Nato nei Paesi Bassi, a Capelle aan den IJssel, da padre surinamese e madre olandese, è stato cresciuto dal patrigno Nourdin Boukhari, ex calciatore professionista.

## Caratteristiche tecniche
Centrocampista offensivo, preferisce agire da trequartista, ma può svariare su tutto il fronte offensivo. Calciatore estroso, è dotato di buona tecnica e una grande abilità nel dribbling e nelle giocate individuali. Le sue prestazioni spesso sono state compromesse da alcuni infortuni.

## Carriera sportiva

### Club

#### Inizi e prestito al Twente
Cresce tra i settori giovanili di Feyenoord e Ajax, con un breve periodo in Francia (al Nantes-Atlantique nel 2006-2007) e in Turchia (al Beşiktaş nel 2010). Dopo tre stagioni con lo Jong Ajax, esordisce con la prima squadra dei Lancieri il 26 settembre 2018, disputando l'incontro di Coppa dei Paesi Bassi vinto per 7-0 contro l'HVV Te Werve. A partire dal 2019 inizia ad essere aggregato con frequenza alla prima squadra, debuttando anche in Eredivisie il 13 marzo dello stesso anno, all’83º minuto del match vinto per 2-1 contro il PEC Zwolle, subentrando a Lasse Schöne. Il 3 aprile rinnova il contratto con i Lancieri fino al 2021.
Il 17 settembre 2019 debutta in UEFA Champions League, nel match contro il Lilla vinto per 3-0, sostituendo Hakim Ziyech al 77º minuto. Il 1º dicembre gioca per la prima volta da titolare, in occasione del match di campionato vinto 5-2 contro il Twente; qui Lang si rende protagonista mettendo a referto una tripletta. Il 10 dicembre debutta da titolare anche in Champions League, nella sconfitta per 0-1 contro il Valencia, che sancisce l’eliminazione del club olandese.
Il 17 gennaio 2020 passa in prestito al Twente. Il 1º febbraio seguente, alla sua seconda apparizione, segna il primo gol con la nuova maglia, nella partita vinta per 2-0 contro lo Sparta Rotterdam. Vista la sospensione del campionato dovuta al COVID-19, gioca col Twente solo 7 partite, prima di tornare all'Ajax a fine stagione.

#### Club Bruges
Il 5 ottobre 2020 viene ceduto in prestito con obbligo di riscatto al Club Bruges, nella Pro League. Durante la sua prima stagione in Belgio mette insieme 37 presenze e 17 gol, di cui 16 in campionato e uno in Champions League.
Nella seconda annata abbassa leggermente il suo ritmo realizzativo, segnando 9 gol in 48 partite (7 in campionato, uno in Coppa del Belgio e uno in Supercoppa), ma fornendo ben 15 assist complessivi.
Nella sua ultima stagione con il club belga supera nuovamente la doppia cifra di reti, andando a segno 12 volte in 40 partite.

#### PSV
L'8 luglio 2023 viene ceduto a titolo definitivo al PSV per circa 15 milioni di euro, facendo così ritorno nei Paesi Bassi e diventando l'acquisto più oneroso nella storia del club. Durante la sua prima stagione in maglia biancorossa, pur non riuscendo a trovare molto spazio a causa di costanti problemi alla coscia, contribuisce comunque al dominio in campionato da parte dei Boeren, siglando 4 gol in 11 partite disputate. Segna anche la rete decisiva per la conquista della Supercoppa olandese contro il Feyenoord (1-0).
Nella seconda annata il suo rendimento migliora drasticamente: non più limitato da problemi fisici, chiude il campionato in doppia cifra sia di gol (11) che di assist (10), siglando inoltre due reti decisive nella gara esterna contro il Feyenoord, valida per la terzultima giornata di Eredivisie e vinta per 3-2; questo risultato consente al PSV di posizionarsi a un solo punto di distanza dalla capolista Ajax, poi sorpassata definitivamente nel turno successivo. Va a segno anche per tre volte in Champions League, con il cammino degli olandesi che s'interrompe ai quarti di finale per mano dell'Arsenal. Chiude la stagione e la sua esperienza ad Eindhoven con 15 gol in 44 partite.

#### Napoli
Il 17 luglio 2025 passa a titolo definitivo al Napoli, in Serie A, per 25 milioni di euro più altri 2 di bonus e il 10% della futura rivendita da riconoscere al PSV; firma un contratto quinquennale, scegliendo d'indossare la maglia numero 70.

### Nazionale

#### Nazionali giovanili

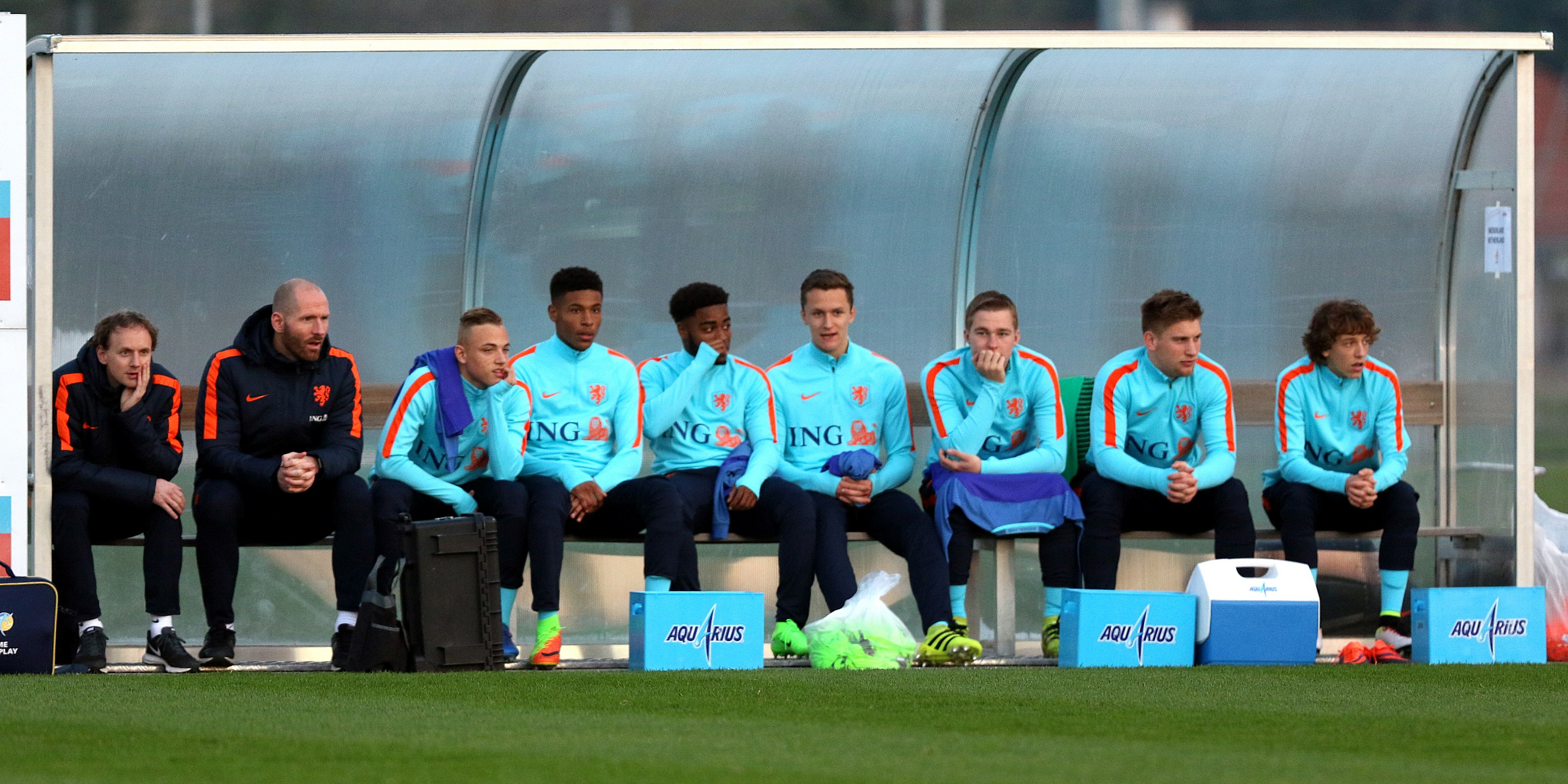
Noa Lang (terzo a sinistra) con i nel 2017

Compie tutta la trafila delle selezioni giovanili olandesi, collezionando 6 presenze con l'Under-16, 2 presenze e 3 gol con l'Under-18, 6 presenze e 3 reti con l'Under-19, 8 presenze e 2 marcature con l'Under-20 e 8 presenze con l'Under-21, condite da una sola rete.

#### Nazionale maggiore
Il 1º ottobre 2021 riceve la sua prima convocazione in nazionale maggiore dal CT Louis Van Gaal, in vista delle sfide valide per le qualificazioni al campionato del mondo 2022. Debutta sette giorni più tardi, subentrando al 62' della partita esterna vinta per 2-0 contro la Lettonia. Realizza la sua prima rete con gli Oranje il 14 giugno 2022, nel successo per 3-2 contro il Galles, in Nations League. Inoltre, nello stesso anno prende parte alla spedizione degli olandesi per il Mondiale in Qatar, dove scende in campo nei tempi supplementari della sfida contro l'Argentina, valida per i quarti di finale e persa ai tiri di rigore.
Non ha preso parte al campionato d'Europa 2024 in Germania a causa di un infortunio.

## Carriera musicale
Nei Paesi Bassi, oltre ad esser noto per il calcio, Noa Lang è molto conosciuto per la sua carriera nel mondo del rap, facendosi chiamare con lo pseudonimo Noano. Debutta con il singolo 7K Op Je Feestje nel 2023, ottenendo il disco d'oro. Nel 2024 ottiene successo con il brano Damage, realizzato in collaborazione con Ronnie Flex. Nel 2025, insieme al rapper Emms, esce Waka (suddiviso in due brani), che raggiunge le cime delle più importanti piattaforme musicali, come Spotify o SoundCloud, ottenendo più di 18 milioni di stream. Nello stesso anno esce anche il brano Matcha Coco, anch'esso ascoltato da milioni di utenti in patria e successivamente anche all'estero (feat. Jonna Fraser).

## Controversie
Il 22 maggio 2021, durante i festeggiamenti per la vittoria del campionato belga da parte del Club Bruges, sono girati dei video sui social media in cui l'olandese avrebbe preso parte ad un coro antisemita fatto dai tifosi della squadra di Bruges verso la tifoseria rivale dell'Anderlecht, molto collegata alla comunità ebrea. Indagato dalla RBFA (Royal Belgium Football Association), si è giustificato dicendo di aver usato dei termini (apparentemente razzisti) verso i tifosi del club di Anderlecht come "nickname" per identificarli meglio, senza voler offendere nessuno. Condannato dalla federazione belga per questo episodio, è stato anche obbligato dall'ufficio del Governo federale del Belgio a visitare il Kazerne Dossin, oggi museo ed ex campo di transito per ebrei di Mechelen, per misure disciplinari.

## Statistiche

### Presenze e reti nei club
Statistiche aggiornate al 17 luglio 2025.
| Stagione           | Squadra            | Campionato         | Campionato | Campionato | Coppe nazionali | Coppe nazionali | Coppe nazionali | Coppe continentali | Coppe continentali | Coppe continentali | Altre coppe | Altre coppe | Altre coppe | Totale | Totale | Totale |
| Stagione           | Squadra            | Comp               | Pres       | Reti       | Comp            | Pres            | Reti            | Comp               | Pres               | Reti               | Comp        | Pres        | Reti        | Pres   | Reti   |        |
| ------------------ | ------------------ | ------------------ | ---------- | ---------- | --------------- | --------------- | --------------- | ------------------ | ------------------ | ------------------ | ----------- | ----------- | ----------- | ------ | ------ | ------ |
| 2016-2017          | Jong Ajax          | 1D                 | 2          | 0          | -               | -               | -               | -                  | -                  | -                  | -           | -           | -           | 2      | 0      |        |
| 2017-2018          | Jong Ajax          | 1D                 | 14         | 2          | -               | -               | -               | -                  | -                  | -                  | -           | -           | -           | 14     | 2      |        |
| 2018-2019          | Jong Ajax          | 1D                 | 22         | 5          | -               | -               | -               | -                  | -                  | -                  | -           | -           | -           | 22     | 5      |        |
| Totale Jong Ajax   | Totale Jong Ajax   | Totale Jong Ajax   | 38         | 7          |                 | -               | -               |                    | -                  | -                  |             | -           | -           | 38     | 7      |        |
| 2018-2019          | Ajax               | ED                 | 3          | 0          | CO              | 1               | 0               | UCL                | 0                  | 0                  | -           | -           | -           | 4      | 0      |        |
| 2019-gen. 2020     | Ajax               | ED                 | 5          | 3          | CO              | 1               | 1               | UCL                | 3                  | 0                  | -           | -           | -           | 9      | 4      |        |
| gen.-ago. 2020     | Twente             | ED                 | 7          | 1          | CO              | 0               | 0               | -                  | -                  | -                  | -           | -           | -           | 7      | 1      |        |
| sett.-ott. 2020    | Ajax               | ED                 | 1          | 0          | CO              | -               | -               | UCL                | -                  | -                  | -           | -           | -           | 1      | 0      |        |
| Totale Ajax        | Totale Ajax        | Totale Ajax        | 9          | 3          |                 | 2               | 1               |                    | 3                  | 0                  |             | -           | -           | 14     | 4      |        |
| ott. 2020-2021     | Club Bruges        | D1                 | 24+5       | 14+2       | CB              | 2               | 0               | UCL                | 6                  | 1                  | -           | -           | -           | 37     | 17     |        |
| 2021-2022          | Club Bruges        | D1                 | 31+6       | 7+0        | CB              | 4               | 1               | UCL                | 6                  | 0                  | SB          | 1           | 1           | 48     | 9      |        |
| 2022-2023          | Club Bruges        | D1                 | 28+5       | 8+1        | CB              | 2               | 3               | UCL                | 4                  | 0                  | SB          | 1           | 0           | 40     | 12     |        |
| Totale Club Bruges | Totale Club Bruges | Totale Club Bruges | 99         | 32         |                 | 8               | 4               |                    | 16                 | 1                  |             | 2           | 1           | 125    | 38     |        |
| 2023-2024          | PSV                | ED                 | 11         | 4          | CO              | 2               | 0               | UCL                | 5                  | 0                  | SO          | 1           | 1           | 19     | 5      |        |
| 2024-2025          | PSV                | ED                 | 29         | 11         | CO              | 4               | 0               | UCL                | 10                 | 3                  | SO          | 1           | 1           | 44     | 15     |        |
| Totale PSV         | Totale PSV         | Totale PSV         | 40         | 15         |                 | 6               | 0               |                    | 15                 | 3                  |             | 2           | 2           | 63     | 20     |        |
| 2025-2026          | Napoli             | A                  | -          | -          | CI              | -               | -               | UCL                | -                  | -                  | SI          | -           | -           | -      | -      |        |
| Totale carriera    | Totale carriera    | Totale carriera    | 193        | 58         |                 | 16              | 5               |                    | 34                 | 4                  |             | 4           | 3           | 247    | 70     |        |

### Cronologia presenze e reti in nazionale
| Cronologia completa delle presenze e delle reti in nazionale ― Paesi Bassi | Cronologia completa delle presenze e delle reti in nazionale ― Paesi Bassi | Cronologia completa delle presenze e delle reti in nazionale ― Paesi Bassi | Cronologia completa delle presenze e delle reti in nazionale ― Paesi Bassi | Cronologia completa delle presenze e delle reti in nazionale ― Paesi Bassi | Cronologia completa delle presenze e delle reti in nazionale ― Paesi Bassi | Cronologia completa delle presenze e delle reti in nazionale ― Paesi Bassi | Cronologia completa delle presenze e delle reti in nazionale ― Paesi Bassi |
| Data                                                                       | Città                                                                      | In casa                                                                    | Risultato                                                                  | Ospiti                                                                     | Competizione                                                               | Reti                                                                       | Note                                                                       |
| -------------------------------------------------------------------------- | -------------------------------------------------------------------------- | -------------------------------------------------------------------------- | -------------------------------------------------------------------------- | -------------------------------------------------------------------------- | -------------------------------------------------------------------------- | -------------------------------------------------------------------------- | -------------------------------------------------------------------------- |
| 8-10-2021                                                                  | Riga                                                                       | Lettonia                                                                   | 0 – 2                                                                      | Paesi Bassi                                                                | Qual. Mondiali 2022                                                        | -                                                                          | 62’                                                                        |
| 11-10-2021                                                                 | Rotterdam                                                                  | Paesi Bassi                                                                | 6 – 0                                                                      | Gibilterra                                                                 | Qual. Mondiali 2022                                                        | -                                                                          | 79’                                                                        |
| 13-11-2021                                                                 | Podgorica                                                                  | Montenegro                                                                 | 2 – 2                                                                      | Paesi Bassi                                                                | Qual. Mondiali 2022                                                        | -                                                                          | 78’                                                                        |
| 5-6-2022                                                                   | Cardiff                                                                    | Galles                                                                     | 1 – 2                                                                      | Paesi Bassi                                                                | UEFA Nations League 2022-2023 - 1º turno                                   | -                                                                          | 90’                                                                        |
| 14-6-2022                                                                  | Rotterdam                                                                  | Paesi Bassi                                                                | 3 – 2                                                                      | Galles                                                                     | UEFA Nations League 2022-2023 - 1º turno                                   | 1                                                                          | 73’                                                                        |
| 9-12-2022                                                                  | Lusail                                                                     | Paesi Bassi                                                                | 2 – 2 dts (3 – 4 dtr)                                                      | Argentina                                                                  | Mondiali 2022 - Quarti di finale                                           | -                                                                          | 113’                                                                       |
| 14-6-2023                                                                  | Rotterdam                                                                  | Paesi Bassi                                                                | 2 – 4 dts                                                                  | Croazia                                                                    | UEFA Nations League 2022-2023 - Semifinale                                 | 1                                                                          | 85’                                                                        |
| 18-6-2023                                                                  | Enschede                                                                   | Paesi Bassi                                                                | 2 – 3                                                                      | Italia                                                                     | UEFA Nations League 2022-2023 - Finale 3º posto                            | -                                                                          | 46’                                                                        |
| 7-9-2023                                                                   | Eindhoven                                                                  | Paesi Bassi                                                                | 3 – 0                                                                      | Grecia                                                                     | Qual. Euro 2024                                                            | -                                                                          | 65’                                                                        |
| 10-9-2023                                                                  | Dublino                                                                    | Irlanda                                                                    | 1 – 2                                                                      | Paesi Bassi                                                                | Qual. Euro 2024                                                            | -                                                                          | 81’                                                                        |
| 16-11-2024                                                                 | Amsterdam                                                                  | Paesi Bassi                                                                | 4 – 0                                                                      | Ungheria                                                                   | UEFA Nations League 2024-2025 - 1º turno                                   | -                                                                          | 79’                                                                        |
| 19-11-2024                                                                 | Zenica                                                                     | Bosnia ed Erzegovina                                                       | 1 – 1                                                                      | Paesi Bassi                                                                | UEFA Nations League 2024-2025 - 1º turno                                   | -                                                                          | 77’                                                                        |
| 23-3-2025                                                                  | Valencia                                                                   | Spagna                                                                     | 3 – 3 dts (5 – 4 dtr)                                                      | Paesi Bassi                                                                | UEFA Nations League 2024-2025 - Quarti di finale                           | -                                                                          | 78’                                                                        |
| 10-6-2025                                                                  | Groninga                                                                   | Paesi Bassi                                                                | 8 – 0                                                                      | Malta                                                                      | Qual. Mondiali 2026                                                        | 1                                                                          | 46’ 64’                                                                    |
| Totale                                                                     |                                                                            | Presenze                                                                   | 14                                                                         |                                                                            | Reti                                                                       | 3                                                                          |                                                                            |

## Palmarès

### Club

#### Competizioni nazionali
- Campionato olandese: 3

Ajax: 2018-2019
PSV: 2023-2024, 2024-2025
- Coppa dei Paesi Bassi: 1

Ajax: 2018-2019
- Supercoppa dei Paesi Bassi: 2

Ajax: 2019
PSV: 2023
- Campionato belga: 2

Club Bruges: 2020-2021, 2021-2022
- Supercoppa del Belgio: 2

Club Bruges: 2021, 2022